# آراگاتس
کوه آراگاتْسْ (به ارمنی: Արագած به ترکی آذربایجانی: آلاگوز داغی) بلندترین قلهٔ ارمنستان و قفقاز کوچک می‌باشد که در استان آراگاتسوتن واقع شده است. این آتشفشان مرده با ارتفاع ۴٬۰۹۵ متر از مناطق محبوب برای کوهنوردان ارمنستان به‌شمار رفته و رصدخانه اخترفیزیک بیوراکان در آن جای گرفته است.

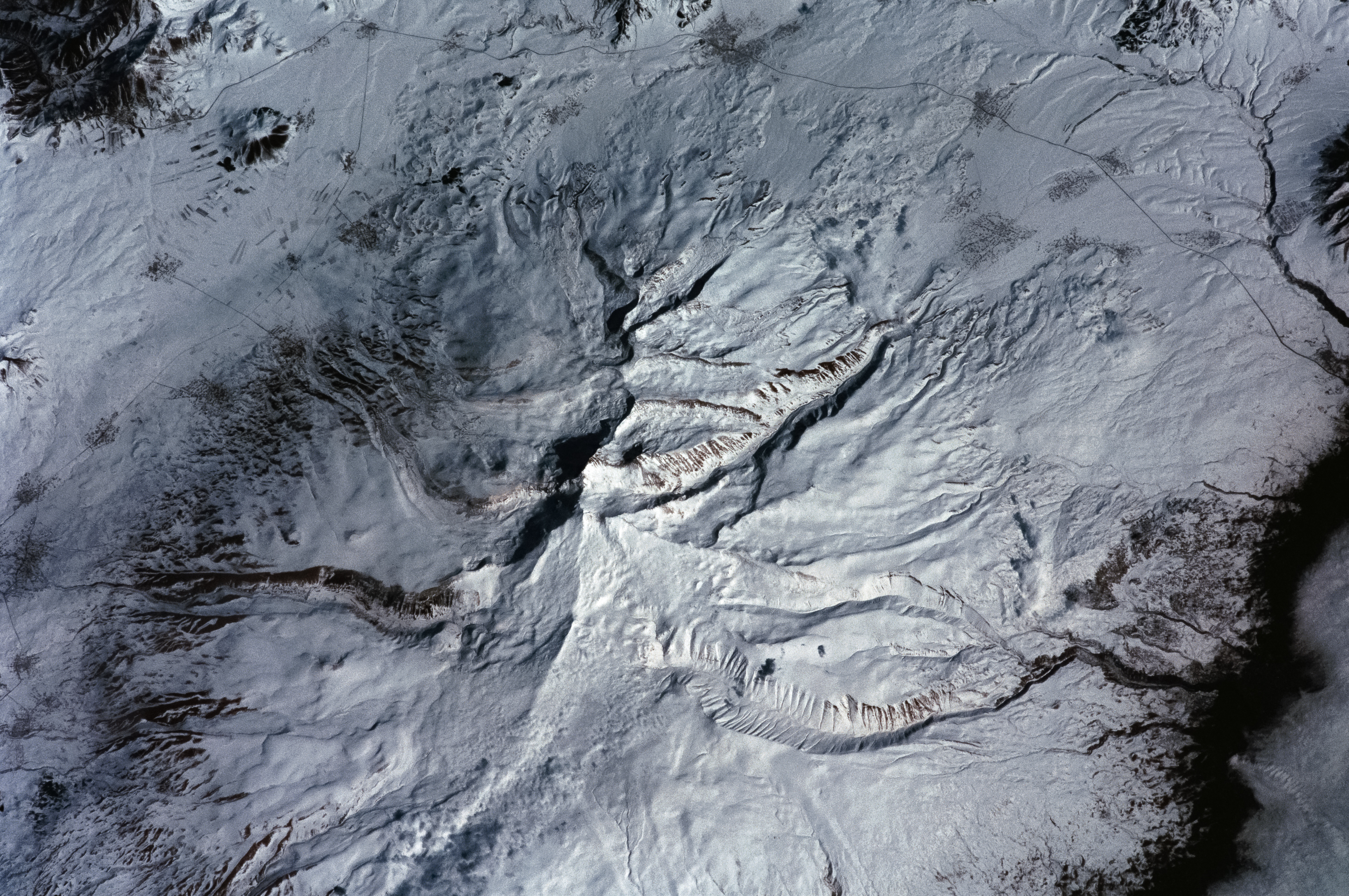
دید هوایی از چهار قله کوه آراگاتس

## نگارخانه

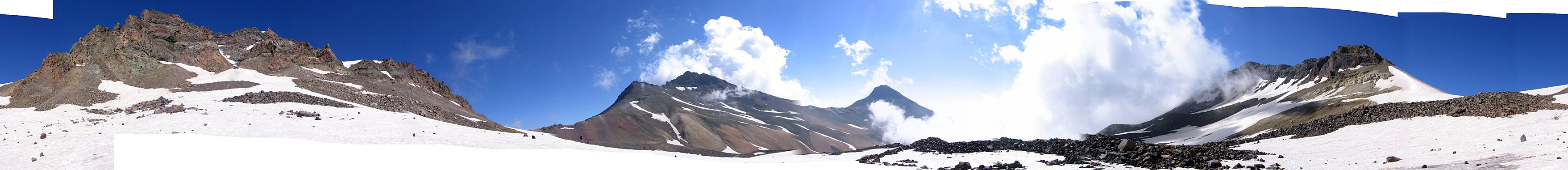
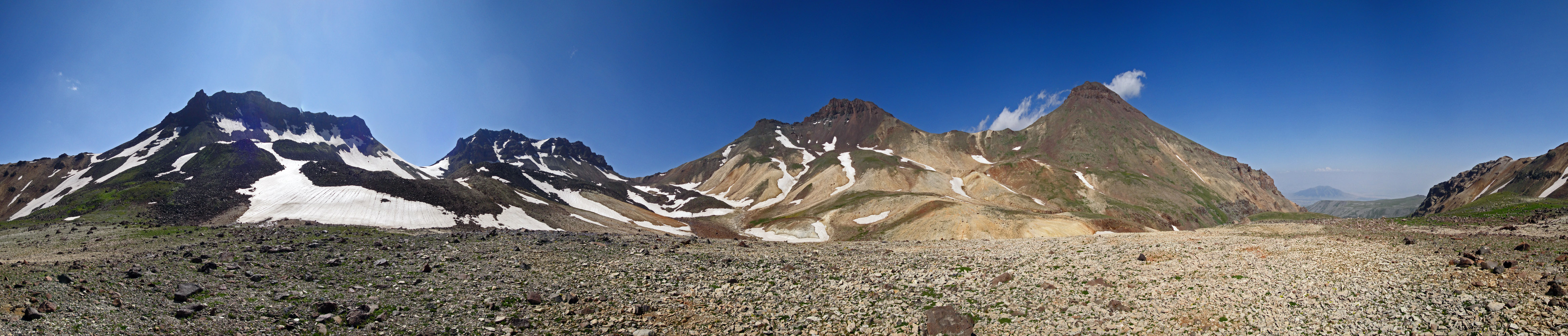

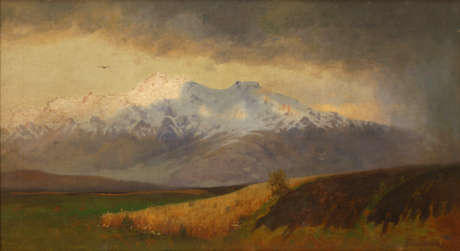
آراگاتس، ۱۹۱۷ م
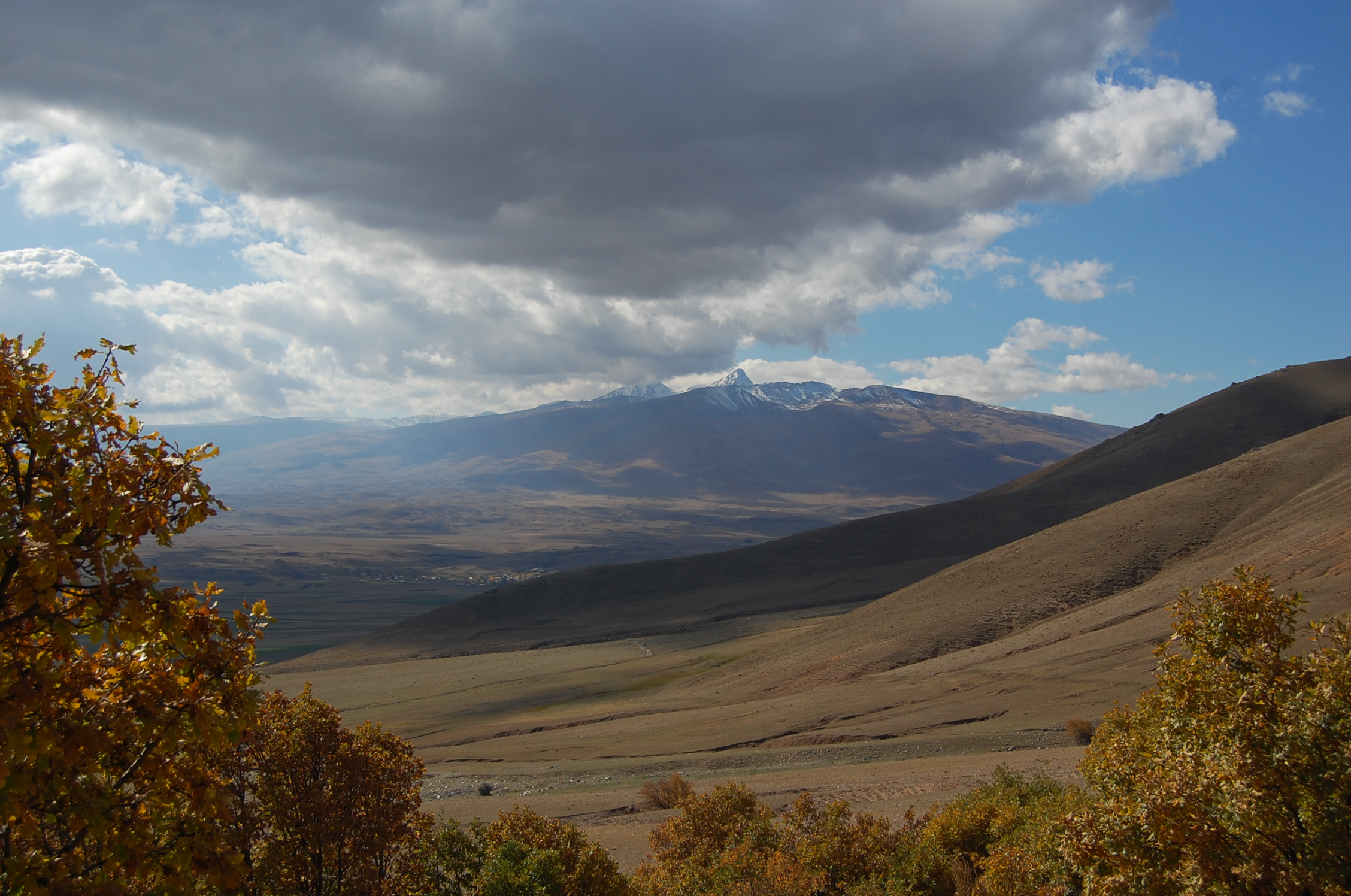
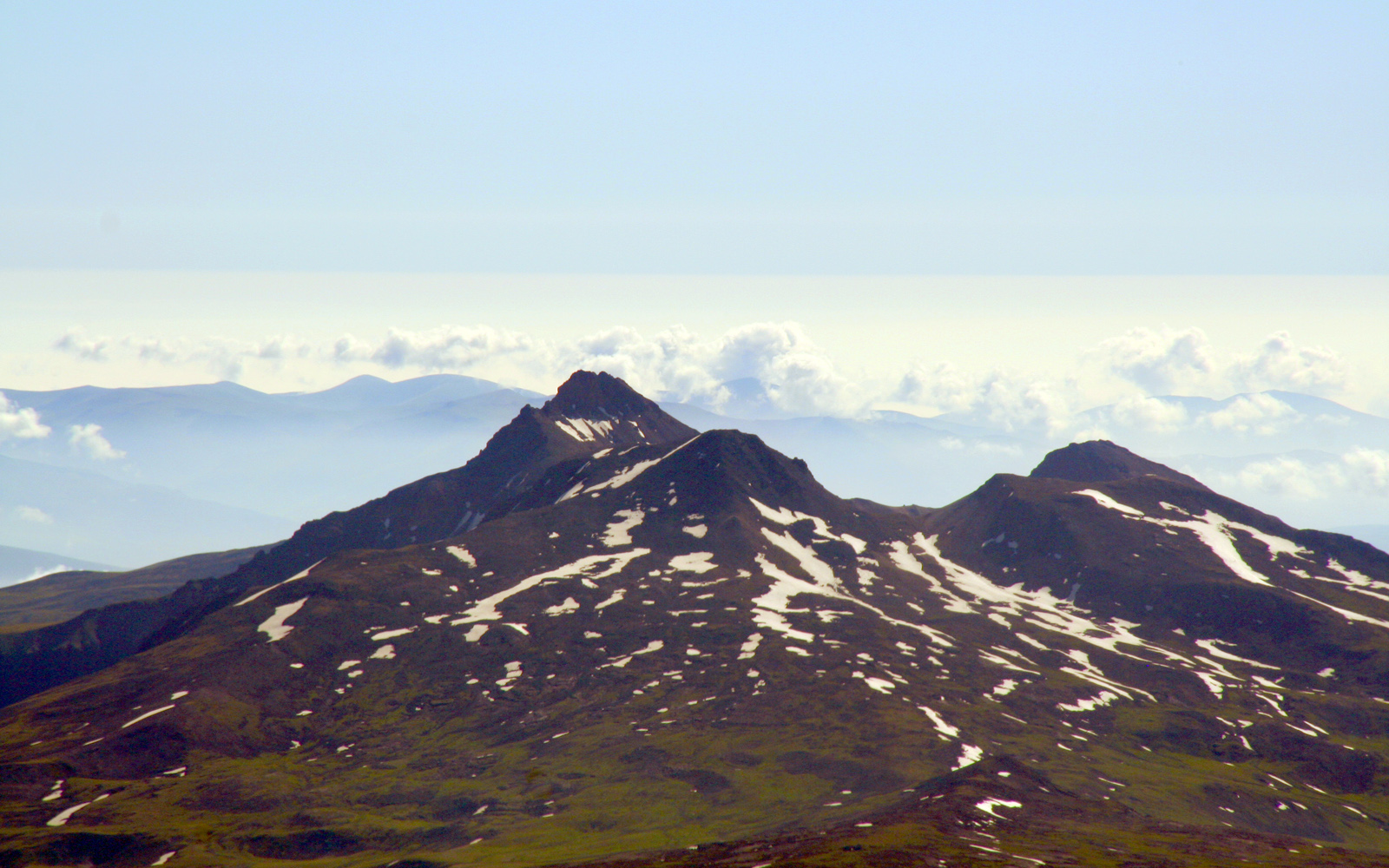
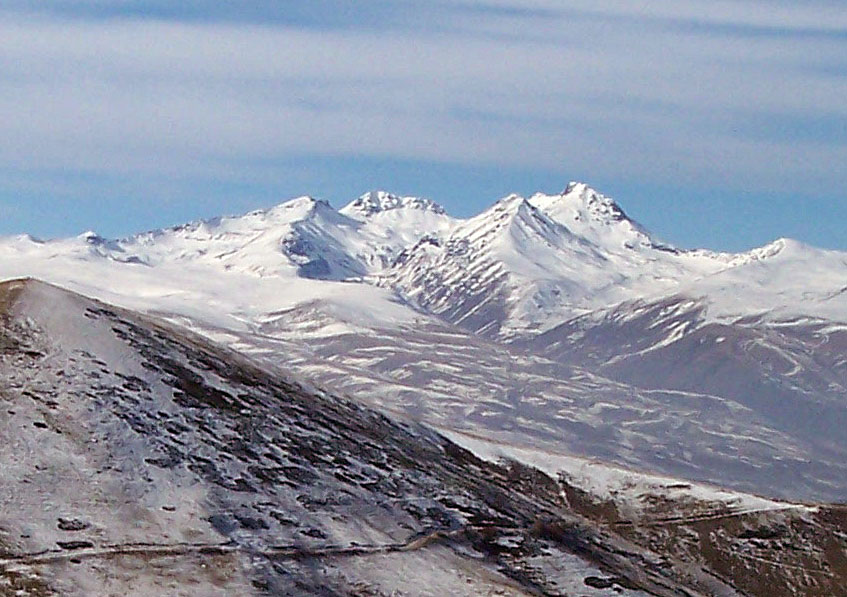
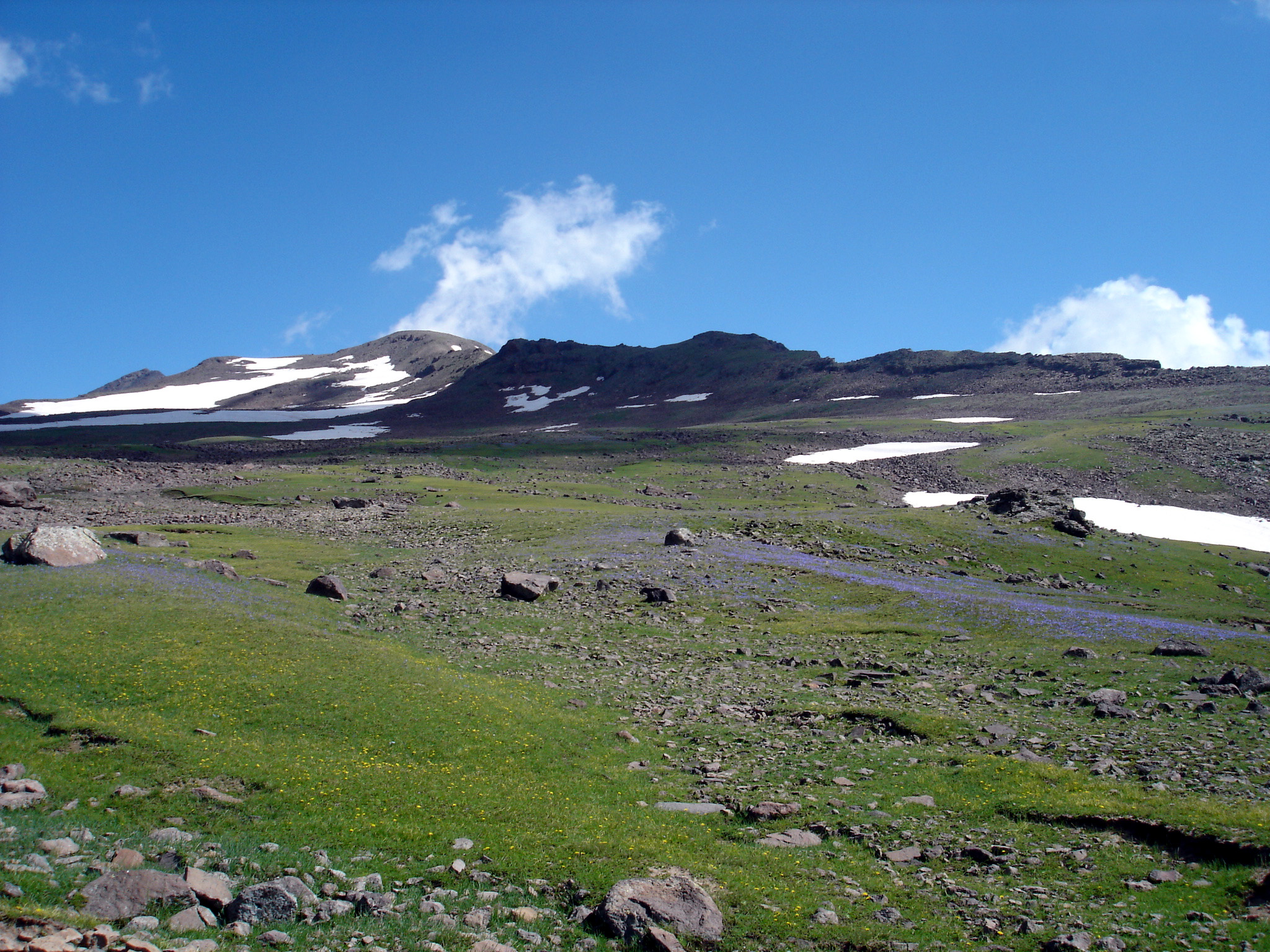
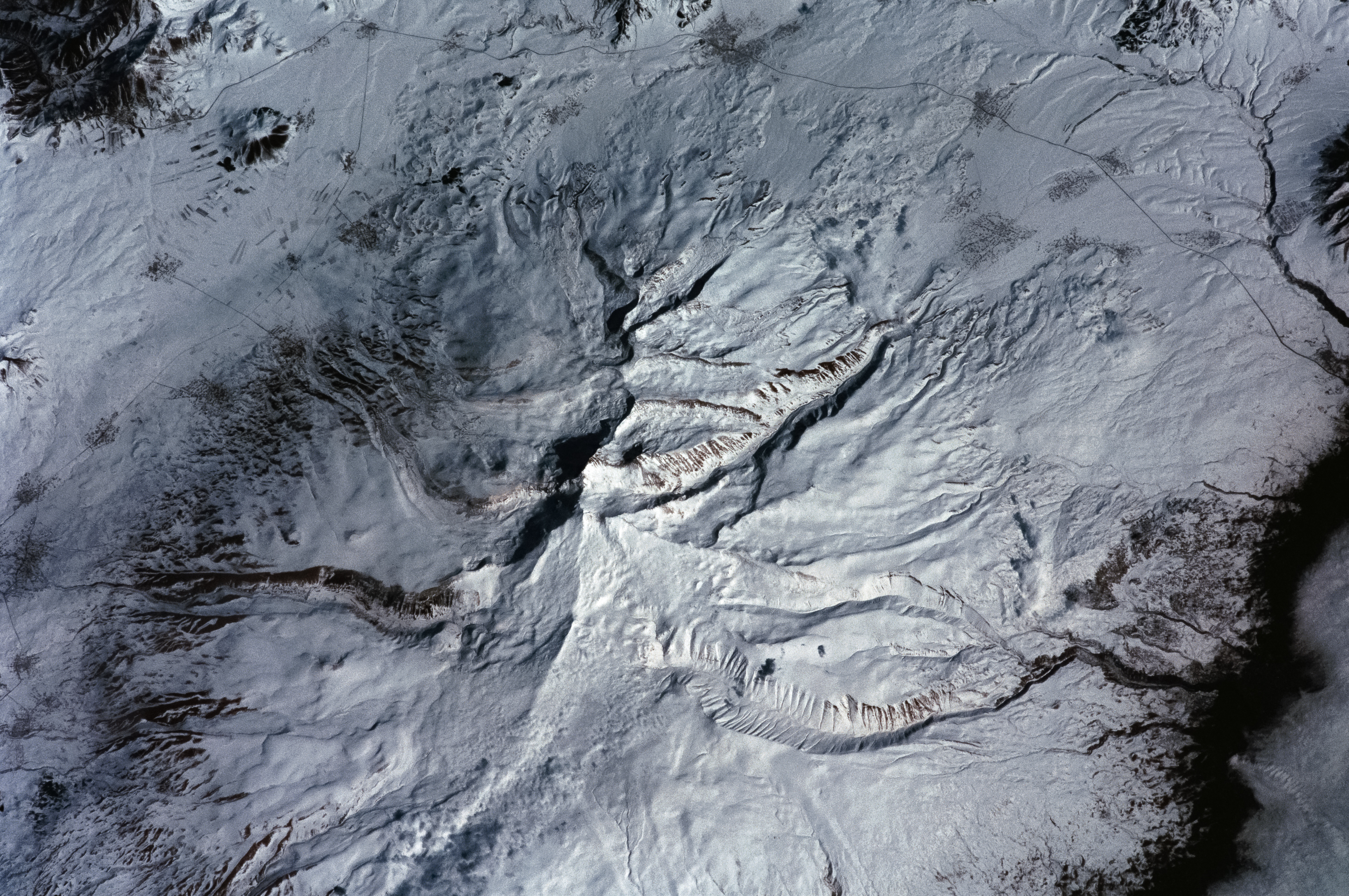
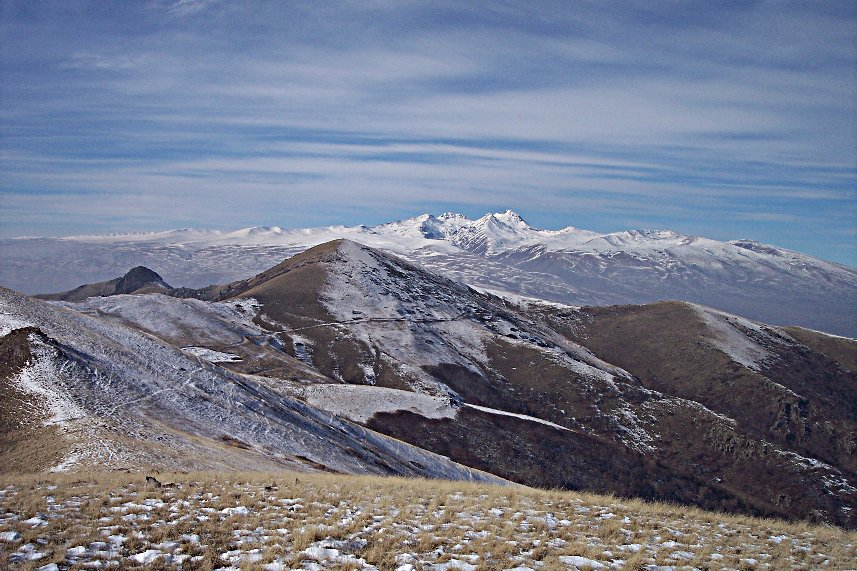
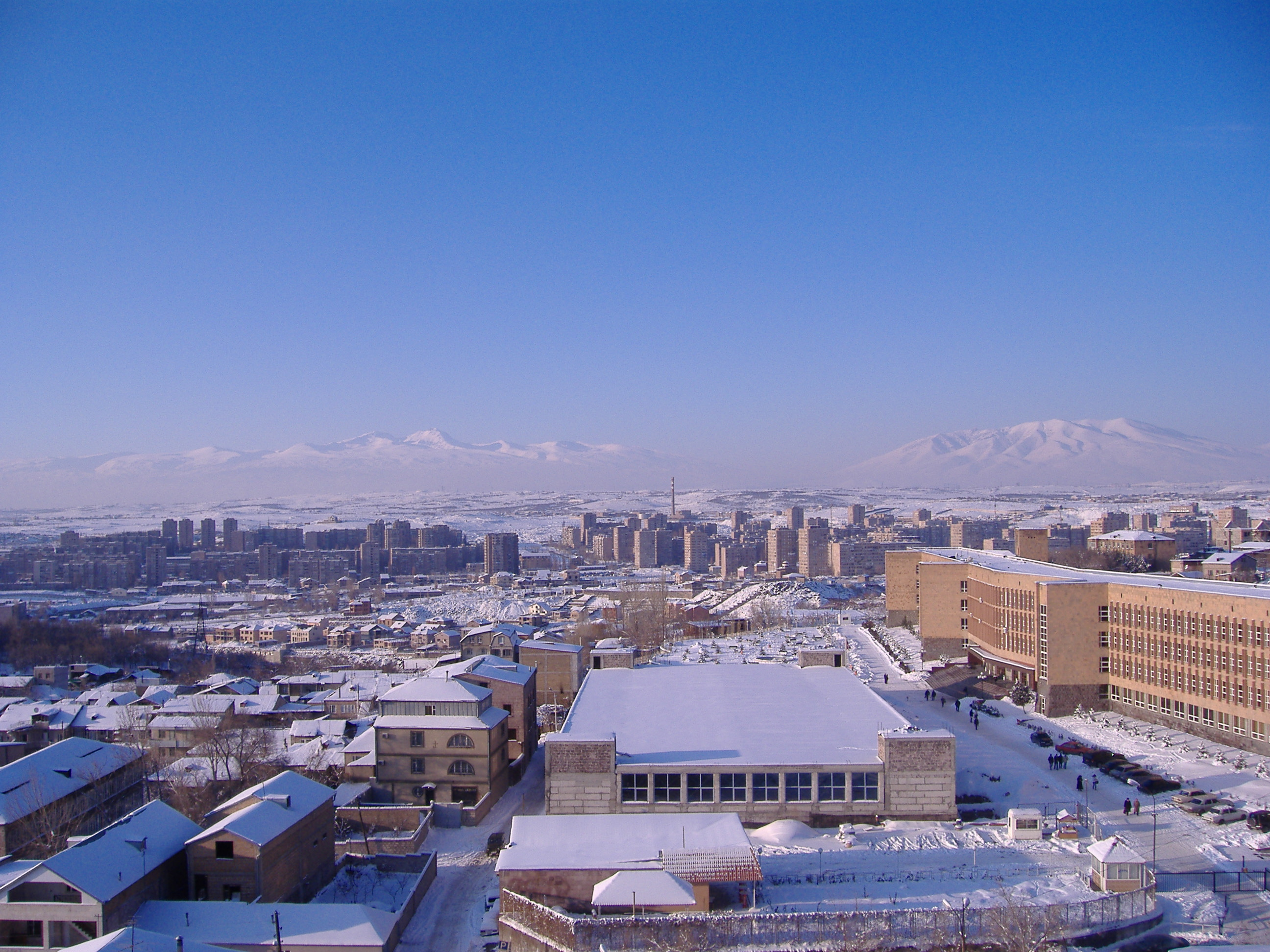
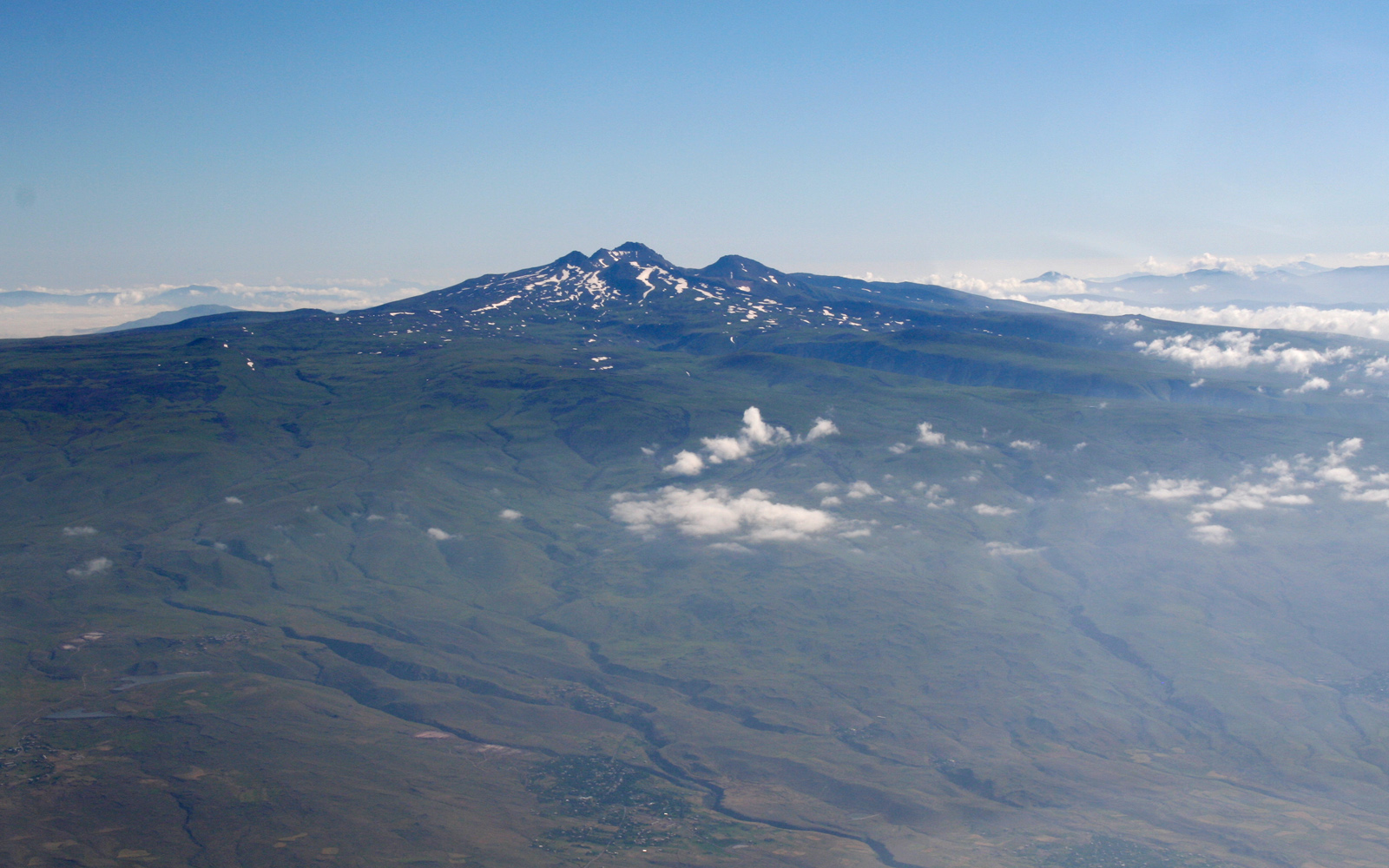
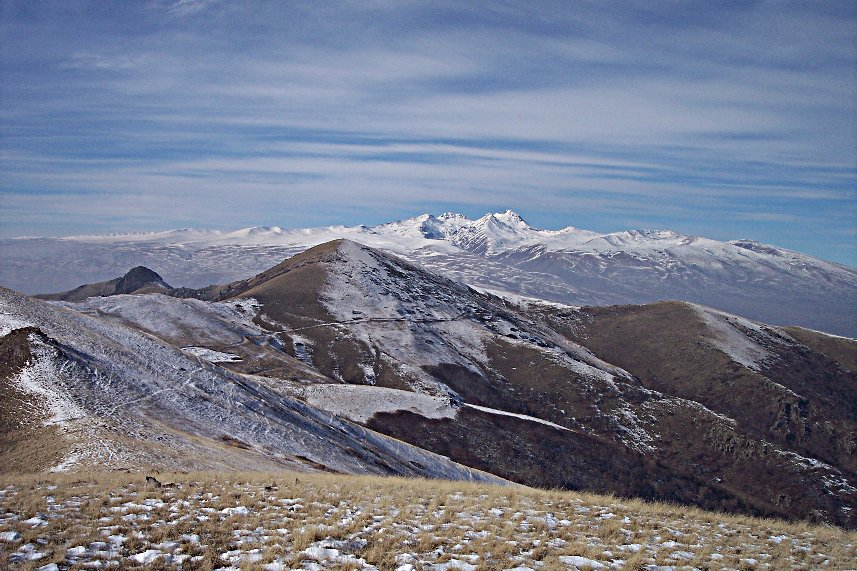
اثر گوروگ باشینجاقیان

## نقاشی

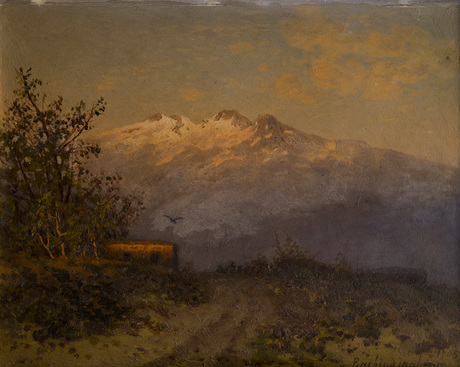
گوروگ باشینجاقیان، ۱۹۰۵
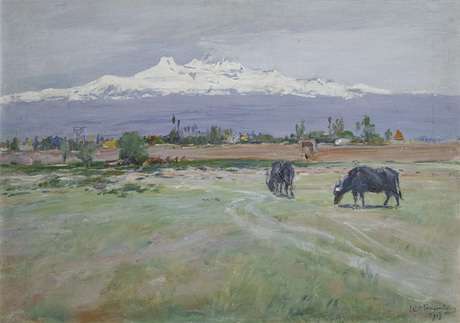
یغیشه تادئوسیان، ۱۹۱۷
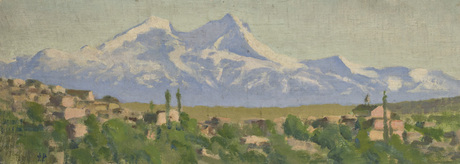
پانوس ترلمزیان، تاریخ نامعلوم
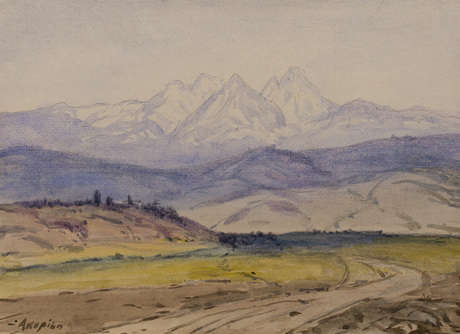
Hmayak Hakobian, تاریخ نامعلوم